# 은점항
은점항은 경상남도 남해군 삼동면 물건리에 있는 어항이다. 1972년 2월 3일 지방어항으로 지정하여 관리하고 있다. 시설관리자는 남해군수이다.

## 개요
삼동면 은점마을은 3백여년전 이조 중엽에 경주 최씨 한 집이 국수산 자락에 터를 잡은 것이 시초다. 이어 전주이씨 금산김씨 경주이씨 단양우씨 들이 뒤따라 들어오면서 집이 늘어나고, 화전민처럼 산자락을 따라 밭과 논을 일구며 농경에 의존했다. 그러다가 차츰 먹을거리가 풍부한 바다 쪽으로 세를 넓혀가며 큰 마을을 이루었다. 마을 오른쪽 바닷가에 '은굴'이라는 동굴이 있다. 사라호 태풍 때 무너지고 박쥐만 퍼득이는 이 굴은 이름처럼 은이 많이났다고 한다. 이곳에서 캐낸 은을 거래하던 가게가 있었다 하여 마을이름을 '은점'이라 했다. 3백살 넘은 기목나무가 세찬 겨울 해풍을 맞받으며 의연히 서 있는 바닷가마을이다.

## 어항 시설
- 방파제 250m, 선착장 120m, 물양장 200m

## 주요 어종
- 멸치, 노래미, 감성돔, 장어, 삼치

## 관광
- 해안 도로를 따라 바다에는 수많은 부표가 떠있다. 미조면과 삼동면의 경계인 노구마을을 지나 은점마을로 향한다. 예전에 은광(銀鑛)이 있어 붙은 이름이다. 마을 이름도 예쁘지만 은빛 모래가 이어진 해변이 더 귀한 보물이다.[1]